# Mistrzostwa Świata w Piłce Siatkowej Mężczyzn 2006 (eliminacje strefy CEV)/Grupa A
Mecze grupy A pierwszej rundy kwalifikacyjnej do Mistrzostw Świata w Piłce Siatkowej Mężczyzn 2006 strefy CEV rozegrane zostały w dniach od 13 do 15 stycznia 2005 roku w angielskim Sheffield.
W grupie A znalazły się trzy drużyny: Anglia, Szkocja i Irlandia Północna.
Awans do drugiej rundy kwalifikacyjnej uzyskała Anglia, wygrywając wszystkie swoje mecze i nie tracąc ani jednego seta.

## Tabela
Grupa A
| Poz. | Reprezentacja     | Pkt | Mecze | Mecze | Mecze | Sety | Sety | Sety  | Małe punkty | Małe punkty | Małe punkty |
| Poz. | Reprezentacja     | Pkt | M     | Z     | P     | wyg. | prz. | ratio | zdob.       | str.        | ratio       |
| ---- | ----------------- | --- | ----- | ----- | ----- | ---- | ---- | ----- | ----------- | ----------- | ----------- |
| 1    | Anglia            | 4   | 2     | 2     | 0     | 6    | 0    | MAX   | 150         | 95          | 1,579       |
| 2    | Szkocja           | 3   | 2     | 1     | 1     | 3    | 3    | 1,000 | 131         | 119         | 1,101       |
| 3    | Irlandia Północna | 2   | 2     | 0     | 2     | 0    | 6    | 0,000 | 83          | 150         | 0,553       |

Legenda: Poz. – pozycja, Pkt – liczba punktów, M – liczba meczów, Z – mecze wygrane, P – mecze przegrane, wyg. – sety wygrane, prz. – sety przegrane, zdob. – małe punkty zdobyte, str. – małe punkty stracone

## Mecze
| 13 stycznia 2005 14:07 (UTC 0) | Anglia              | 3:0 (25:13, 25:16, 25:10) | Irlandia Północna     | English Institute of Sport, Sheffield                                |  |
|                                | Danny Weemes 19 pkt | raport opis meczu         | David Hamilton 10 pkt | Widzów: 293 Sędziowie: Michel Mestdagh (Belgia) i Juan Pont (Andora) |  |

| 14 stycznia 2005 19:30 (UTC 0) | Szkocja                                    | 3:0 (25:14, 25:17, 25:13) | Irlandia Północna    | English Institute of Sport, Sheffield                                    |  |
|                                | Alistair Galloway 9 pkt Simon Loftus 9 pkt | raport opis meczu         | David Hamilton 9 pkt | Widzów: 103 Sędziowie: Juan Pont (Andora) i Peter Groenewegen (Holandia) |  |

| 15 stycznia 2005 18:00 (UTC 0) | Anglia            | 3:0 (25:16, 25:22, 25:18) | Szkocja                | English Institute of Sport, Sheffield                                          |  |
|                                | Matt Jones 13 pkt | raport opis meczu         | Jonathon Herley 13 pkt | Widzów: 871 Sędziowie: Peter Groenewegen (Holandia) i Michel Mestdagh (Belgia) |  |

## Anglia – Irlandia Północna
Czwartek, 13 stycznia 2005

14:07 (UTC 0) – English Institute of Sport, Sheffield – Widzów: 293
| Anglia              | 3:0 (25:13, 25:16, 25:10) | Irlandia Północna     |
| Danny Weemes 19 pkt | raport opis meczu         | David Hamilton 10 pkt |

|             |    |                    |        |
|             |    |                    |        |
|             | 1  | Tom Stevens        |        |
|             | 2  | Danny Weemes       | 19 pkt |
|             | 4  | Steve Fee          | 4 pkt  |
|             | 6  | Alex Porter        | 3 pkt  |
|             | 13 | Alex Bialokoz      | 6 pkt  |
|             | 14 | Andrzej Saller (L) |        |
|             | 15 | Matt Jones         | 7 pkt  |
| Zmiany:     |    |                    |        |
|             | 5  | Efe Eruero         | 1 pkt  |
|             | 7  | Mark Brown         | 1 pkt  |
|             | 9  | Stephen Roper      | 1 pkt  |
|             | 12 | Andy Sinclair      |        |
|             | 18 | Ben Pipes          |        |
| Trener:     |    |                    |        |
| Ian Legrand |    |                    |        |

|            |    |                      |        |
|            |    |                      |        |
|            | 4  | Nicholas Wright      |        |
|            | 5  | Tom Napier           | 2 pkt  |
|            | 6  | Marc Booth           | 2 pkt  |
|            | 7  | Mark Robinson        | 1 pkt  |
|            | 10 | David Hamilton       | 10 pkt |
|            | 11 | Michael McIlhone (L) |        |
|            | 15 | Piers Browning       |        |
| Zmiany:    |    |                      |        |
|            | 3  | Chris Grant          |        |
|            | 12 | Tendayi Chivero      |        |
| Trener:    |    |                      |        |
| Gerry Ford |    |                      |        |

- I sędzia: Michel Mestdagh (Belgia)
- II sędzia: Juan Pont (Andora)
- Czas trwania meczu: 59 minut

| Anglia | Statystyki        | Irlandia Północna |
| 3      | SETY              | 0                 |
| 75     | MAŁE PUNKTY       | 39                |
| 33     | ATAK              | 12                |
| 3      | BLOK              | 3                 |
| 6      | SERWIS            | 1                 |
| 33     | BŁĘDY PRZECIWNIKA | 23                |

## Szkocja – Irlandia Północna
Piątek, 14 stycznia 2005

19:30 (UTC 0) – English Institute of Sport, Sheffield – Widzów: 103
| Szkocja                                    | 3:0 (25:14, 25:17, 25:13) | Irlandia Północna    |
| Alistair Galloway 9 pkt Simon Loftus 9 pkt | raport opis meczu         | David Hamilton 9 pkt |

|               |    |                    |       |
|               |    |                    |       |
|               | 3  | Stephen Linton     | 2 pkt |
|               | 6  | Alistair Galloway  | 9 pkt |
|               | 7  | Mark McGivern      | 3 pkt |
|               | 8  | Gordon Welsh (L)   |       |
|               | 10 | Jonathon Herley    | 4 pkt |
|               | 11 | Simon Loftus       | 9 pkt |
|               | 14 | Christopher Lamont | 8 pkt |
| Zmiany:       |    |                    |       |
|               | 4  | Dylan Hughes       | 4 pkt |
|               | 9  | Christopher Fraser | 1 pkt |
|               | 13 | Stuart Edgar       | 6 pkt |
|               | 17 | Stewart McGrenary  | 2 pkt |
| Trener:       |    |                    |       |
| Thomas Dowens |    |                    |       |

|            |    |                      |       |
|            |    |                      |       |
|            | 4  | Nicholas Wright      |       |
|            | 5  | Tom Napier           |       |
|            | 6  | Marc Booth           | 4 pkt |
|            | 7  | Mark Robinson        | 2 pkt |
|            | 10 | David Hamilton       | 9 pkt |
|            | 11 | Michael McIlhone (L) |       |
|            | 15 | Piers Browning       | 3 pkt |
| Zmiany:    |    |                      |       |
|            |    | brak                 |       |
| Trener:    |    |                      |       |
| Gerry Ford |    |                      |       |

- I sędzia: Juan Pont (Andora)
- II sędzia: Peter Groenewegen (Holandia)
- Czas trwania meczu: 59 minut

| Szkocja | Statystyki        | Irlandia Północna |
| 3       | SETY              | 0                 |
| 75      | MAŁE PUNKTY       | 44                |
| 34      | ATAK              | 12                |
| 5       | BLOK              | 3                 |
| 9       | SERWIS            | 3                 |
| 27      | BŁĘDY PRZECIWNIKA | 26                |

## Anglia – Szkocja
Sobota, 15 stycznia 2005

18:00 (UTC 0) – English Institute of Sport, Sheffield – Widzów: 871
| Anglia            | 3:0 (25:16, 25:22, 25:18) | Szkocja                |
| Matt Jones 13 pkt | raport opis meczu         | Jonathon Herley 13 pkt |

|             |    |                    |        |
|             |    |                    |        |
|             | 2  | Danny Weemes       | 12 pkt |
|             | 4  | Steve Fee          | 8 pkt  |
|             | 6  | Alex Porter        | 8 pkt  |
|             | 13 | Alex Bialokoz      | 6 pkt  |
|             | 14 | Andrzej Saller (L) |        |
|             | 15 | Matt Jones         | 13 pkt |
|             | 18 | Ben Pipes          | 3 pkt  |
| Zmiany:     |    |                    |        |
|             |    | brak               |        |
| Trener:     |    |                    |        |
| Ian Legrand |    |                    |        |

|               |    |                    |        |
|               |    |                    |        |
|               | 3  | Stephen Linton     | 1 pkt  |
|               | 6  | Alistair Galloway  | 7 pkt  |
|               | 8  | Gordon Welsh (L)   |        |
|               | 10 | Jonathon Herley    | 13 pkt |
|               | 11 | Simon Loftus       | 3 pkt  |
|               | 13 | Stuart Edgar       | 4 pkt  |
|               | 14 | Christopher Lamont | 2 pkt  |
| Zmiany:       |    |                    |        |
|               | 9  | Christopher Fraser |        |
|               | 17 | Stewart McGrenary  | 3 pkt  |
|               | 18 | Andrew Benson      |        |
| Trener:       |    |                    |        |
| Thomas Dowens |    |                    |        |

- I sędzia: Peter Groenewegen (Holandia)
- II sędzia: Michel Mestdagh (Belgia)
- Czas trwania meczu: 70 minut

| Anglia | Statystyki        | Szkocja |
| 3      | SETY              | 0       |
| 75     | MAŁE PUNKTY       | 56      |
| 36     | ATAK              | 30      |
| 6      | BLOK              | 3       |
| 8      | SERWIS            | 0       |
| 25     | BŁĘDY PRZECIWNIKA | 23      |

## Nagrody indywidualne
| Najlepszy punktujący  | Najlepszy atakujący   | Najlepszy blokujący           | Najlepszy zagrywający   | Najlepszy broniący | Najlepszy rozgrywający |
| --------------------- | --------------------- | ----------------------------- | ----------------------- | ------------------ | ---------------------- |
| Danny Weemes (31 pkt) | Danny Weemes (63,16%) | Christopher Lamont (0,50/set) | Danny Weemes (1,00/set) | Andrzej Saller     | Ben Pipes              |

## Składy
Sekcja grupuje szerokie składy wszystkich reprezentacji narodowych w piłce siatkowej, które grały w grupie A pierwszej rundy kwalifikacyjnej do mistrzostw świata.
Przynależność klubowa na koniec sezonu 2004-05.
- Zawodnicy oznaczeni literą K to kapitanowie reprezentacji.
- Zawodnicy oznaczeni literą L to libero.
- Zawodnicy oznaczeni symbolem „+” zostali wyselekcjonowani do kadry z szerokiego składu.

### Anglia
Trener: Ian Legrand
Asystent: Jefferson Williams
| Nr | Imię i nazwisko    | Data urodzenia | Wzrost (cm) | Klub                      |   |
| 1  | Tom Stevens        | 06.12.1975     | 190         | Sheffield Volleyball Club | + |
| 2  | Danny Weemes       | 25.07.1981     | 201         | Hylte Volley              | + |
| 3  | Matt Jones         | 03.12.1971     | 196         | Marseille Volley 13       |   |
| 4  | Steve Fee          | 27.07.1975     | 190         | London Malory             | + |
| 5  | Efe Eruero         | 11.05.1979     | 195         | Sheffield Volleyball Club | + |
| 6  | Alex Porter        | 05.07.1980     | 204         | SG SVS-Sokol              | + |
| 7  | Stuart Watson      | 09.03.1973     | 204         | brak                      | + |
| 8  | Ben Pipes          | 21.10.1986     | 203         | Sheffield Volleyball Club |   |
| 9  | Stephen Roper      | 27.09.1974     | 191         | VV Utrecht                | + |
| 10 | Sam Thompson       | 05.12.1984     | 195         | Sheffield Volleyball Club |   |
| 11 | Joe Mildred        | 13.07.1976     | 199         | London Malory             |   |
| 12 | Andy Sinclair      | 23.03.1983     | 195         | Hylte Volley              | + |
| 13 | Alex Bialokoz (K)  | 15.02.1963     | 204         | London Malory             | + |
| 14 | Andrzej Saller (L) | 11.11.1976     | 186         | London Polonia YMCA       | + |
| 15 | Mark Brown         | 27.12.1977     | 203         | London Malory             | + |
| 16 | Michas Saller      | 11.11.1976     | 186         | London Polonia YMCA       |   |
| 17 | Andy Vincett       | 14.01.1978     | 192         | London Docklands          |   |
| 18 | Neil White         | 18.03.1980     | 178         | Sheffield Volleyball Club | + |

### Irlandia Północna
Trener: Gerry Ford
Asystent: Stephen Forsyth
| Nr | Imię i nazwisko      | Data urodzenia | Wzrost (cm) | Klub                   |   |
| 1  | Harold Gilliland     | 17.09.1982     | 187         | University of Ulster   |   |
| 2  | Rory Mack            | 12.10.1987     | 190         | Ards Lizards           | + |
| 3  | Chris Grant          | 13.09.1977     | 186         | University of Ulster   | + |
| 4  | Nicholas Wright (K)  | 19.11.1977     | 190         | University of Ulster   | + |
| 5  | Tom Napier           | 26.09.1984     | 184         | University of Ulster   | + |
| 6  | Marc Booth           | 23.08.1976     | 195         | London Malory          | + |
| 7  | Mark Robinson        | 15.11.1977     | 183         | University of Ulster   | + |
| 8  | Alan Dowey           | 02.05.1975     | 183         | Craigavon Aztecs       | + |
| 9  | Alan Workman         | 24.06.1978     | 192         | University of Ulster   | + |
| 10 | David Hamilton       | 08.11.1983     | 196         | University of Ulster   | + |
| 11 | Michael McIlhone (L) | 13.08.1982     | 187         | Stirling University    | + |
| 12 | Tendayi Chivero      | 20.12.1984     | 192         | Northumbria Iniversity | + |
| 14 | Peter Lundy          | 01.10.1985     | 187         | Craigavon Aztecs       |   |
| 15 | Piers Browning       | 30.04.1985     | 205         | University of Ulster   | + |
| 16 | Mark Bailie          | 22.06.1978     | 187         | Ards Lizards           |   |
| 17 | Wilson Greenlea      | 12.07.1986     | 189         | Craigavon Aztecs       |   |

### Szkocja
Trener: Thomas Dowens
Asystent: John Scrimgeour
| Nr | Imię i nazwisko    | Data urodzenia | Wzrost (cm) | Klub                                 |   |
| 1  | Niall Collin       | 02.05.1984     | 190         | Dundee University Volleyball Club    |   |
| 2  | Kenneth Milne      | 24.05.1967     | 188         | City of Glasgow Ragazzi              |   |
| 3  | Stephen Linton (K) | 12.11.1976     | 192         | City of Glasgow Ragazzi              | + |
| 4  | Dylan Hughes       | 11.08.1981     | 191         | City of Glasgow Ragazzi              | + |
| 5  | Mark Hudson        | 16.05.1975     | 188         | City of Glasgow Ragazzi              |   |
| 6  | Alistair Galloway  | 25.05.1981     | 191         | City of Glasgow Ragazzi              | + |
| 7  | Mark McGivern      | 24.02.1983     | 195         | Team Fife                            | + |
| 8  | Gordon Welsh (L)   | 08.05.1977     | 202         | Kilmarnock Volleyball Club           | + |
| 9  | Christopher Fraser | 19.11.1980     | 194         | City of Edinburgh Volleyball         | + |
| 10 | Jonathon Herley    | 23.04.1983     | 195         | City of Glasgow Ragazzi              | + |
| 11 | Simon Loftus       | 24.12.1976     | 194         | Glasgow Metropolitan Volleyball Club | + |
| 12 | Iain Cleland       | 04.05.1978     | 196         | Glasgow Metropolitan Volleyball Club |   |
| 13 | Stuart Edgar       | 04.08.1980     | 198         | Kilmarnock Volleyball Club           | + |
| 14 | Christopher Lamont | 07.12.1982     | 200         | Sankt Vith                           | + |
| 15 | Brian O’Neill      | 07.02.1974     | 201         | City of Glasgow Ragazzi              |   |
| 16 | Paul Glissov       | 21.08.1984     | 203         | City of Edinburgh Volleyball         |   |
| 17 | Stewart McGrenary  | 16.07.1981     | 195         | City of Glasgow Ragazzi              | + |
| 18 | Andrew Benson      | 14.07.1984     | 200         | Glasgow Metropolitan Volleyball Club | + |